# 默门托 (路易斯安那州)
默门托（英語：Mermentau），是美国路易斯安那州下属的一座村镇。根据2010年美国人口普查，该市有人口661人。建置上，属于“village”。